# Die grüne Lüge
Die Grüne Lüge ist ein Kinodokumentarfilm von Regisseur Werner Boote. Er zeigt das Greenwashing der Konzerne exemplarisch anhand der Bewerbung von Palmöl und Elektroautos. PR-Strategien einiger Unternehmensriesen wie BP, RWE und Unilever werden in Zusammenhang mit persönlichen Schicksalen an Orten von Umweltkatastrophen und Monokulturen gebracht.

## Handlung
Umweltschonende Elektroautos, nachhaltig produzierte Lebensmittel, faire Produktion: Gemeinsam mit der Expertin für Greenwashing Kathrin Hartmann untersucht Werner Boote, was sich hinter den grünen Versprechen der Konzerne verbirgt. So wird deutlich, dass es grundsätzlich kein nachhaltig produziertes Palmöl gibt, „weil es nur dort wächst, wo vorher Regenwald war.“, so Hartmann.
Am Golf von Mexiko finden sich auch Jahre nach der Explosion der Bohrinsel Deepwater Horizon 2010 noch immer giftige Teerklumpen, entgegen der Darstellung des Mineralölkonzerns BP.
Wenn Boote und Hartmann mit einem Tesla unterwegs zu Europas größtem Tagebau Garzweiler im Rheinland sind, passieren sie zwar einige Windräder, letztlich wird aber doch klar, dass auch der Braunkohleabbau für den Betrieb von Elektroautos genutzt wird.
Auf ihrer Reise treffen die beiden unter anderem den Wissenschaftler und Globalisierungsgegner Raj Patel. Er fragt, warum die Entscheidung, „dass Menschen nicht ausgebeutet (...), und Delfine nicht abgeschlachtet“ werden, vom Konsumenten getroffen werden muss und nicht gesetzlich reguliert wird. Auch MIT-Professor Noam Chomsky ist skeptisch, ob Veränderung zuerst von den Konzernen gefordert werden kann. Wie andere große Befreiungsbewegungen, zum Beispiel gegen die Sklaverei oder für die Gleichberechtigung von Frauen, sollte der Mut zum Wandel durch einzelne Revolutionäre aus dem Volk angestoßen und dann von der Politik umgesetzt werden. Chomsky empfiehlt Boote, einen Film zu machen.
Beispielgebend für eine Bewegung aus dem Volk sind die Ureinwohner Brasiliens. Sie werden beraubt, sogar getötet. Ihr Land soll in Soja-, Mais-, Zuckerrohrplantagen und Weideflächen für die Rinderzucht umgewandelt werden. Sônia Bone de Souza Silva Santos, Stammesführerin der Gujajáras, nimmt Boote und Hartmann mit auf eine Großversammlung der indigenen Völker Brasiliens, die vom Volk der Terena veranstaltet wird. Gemeinsam setzen sich die Stämme dafür ein, dass ihnen ihr Land, das ihnen laut der brasilianischen Verfassung zusteht, zurückgegeben wird.

## Veröffentlichung
Die grüne Lüge feierte am 18. Februar 2018 Weltpremiere auf der Berlinale. Auf dem italienischen Umweltfilmfestival CinemAmbiente in Turin erhielt der Film den Preis Ambiente e Societa und auf dem American Conservation Film Festival in Shepherdstown, West Virginia, den Preis für den besten ausländischen Film.
Neben Vorführungen auf zahlreichen anderen internationalen Festivals erreichte Die grüne Lüge auch hohe Zuschauerzahlen in der regulären Kinoauswertung und wurde dafür 2018 mit dem Branchenpreis Austria Ticket, vormals Österreichischer Filmpreis, ausgezeichnet.

## Kritiken
Simon Hauck von Kino-Zeit vergleicht Boote im Agieren vor der Kamera mit Michael Moore, aber auch mit Bertram Verhaag, Erwin Wagenhofer oder Markus Imhoof, die er „quasi zu den Guten der Branche“ zählt. „Ohne all zu viel Predigerton oder zig Zahlenkolonnen“ bezeichnet Hauck Die grüne Lüge als „durchaus unterhaltsam inszenierten Aufklärungsfilm“.
Georg Seeßlen von Epd Film lobt den durchweg klaren und verständlichen Aufbau des Films. Sehr nah an der Lebenswirklichkeit der Zuschauer bringe Boote die Rolle des Konsumenten grün gewaschener Produkte auf die Ausgangsthese: „Mir wird gesagt, dass ich die Welt retten kann.“ Als zentrale Aussage des Filmes sieht Seeßlen die Kritik an der Politik, die irreführende Werbung weiterhin zulässt.
Philipp Bovermann untersucht in Die Zeit die Wirkung Kathrin Hartmanns auf den Zuschauer. Bei den Sustainable Entrepreneurship Awards in Wien fragt sie Manfred Seitz, Geschäftsführer von Warren Buffets Berkshire Hathaway Group, wie sich die Investitionen in Tankstellen mit dem hier demonstrierten grünen Image vertragen. Die Antwort lautet „man sei halt letztlich ein ‘For-Profit‘-Unternehmen“. Doch die Logik der Konzerne, „Verbote sind verboten, lieber möchte man 'Angebote machen'“, ließe Hartmann nicht mehr gelten. Sie fordere, Privilegien abzugeben. „Daher taugen Menschen wie Kathrin Hartmann nicht zum Social-Media-Influencer. Was ihnen fehlt, ist das bequeme Lächeln der Ohnmacht.“
Sabine Zeithammer formuliert auf Falter.at als Alleinstellungsmerkmal des Dokumentarfilms: „Anders als Filme, die noch auf ein weltverbesserndes Konsumverhalten vertrauen, streicht Die grüne Lüge die Notwendigkeit neuer Wirtschaftsstrukturen und Gesetzgebungen hervor.“